# Bernoulli-féle differenciálegyenlet
Bernoulli-féle differenciálegyenletnek nevezzük azt a közönséges, egyismeretlenes, elsőrendű ({\displaystyle y\neq 0}), nemlineáris differenciálegyenletet, mely
{\displaystyle y'+p(x)y=r(x)y^{n}\,}, ahol {\displaystyle n\in \mathbb {N} ,n\geq 2}	(1) vagy {\displaystyle {\frac {y'}{y^{n}}}+{\frac {p(x)}{y^{n-1}}}=r(x)} (1*) alakokban írható fel.
Az {\displaystyle y^{1-n}\ =z(x)\,}új ismeretlen függvény bevezetésével kapjuk, hogy:
{\displaystyle {\frac {\mathrm {d} z}{\mathrm {d} x}}=(1-n)y^{-n}{\frac {\mathrm {d} y}{\mathrm {d} x}}\,}.
Az (1*) egyenlet a behelyettesítés után az
{\displaystyle {\frac {1}{1-n}}{\frac {\mathrm {d} z}{\mathrm {d} x}}+p(x)z=r(x)\,}
alakot veszi fel, amely a {\displaystyle z(x)} függvényre nézve már elsőrendű, lineáris, inhomogén differenciálegyenlet, amelynek általános megoldása a következő:
{\displaystyle z=y^{1-n}=e^{(n-1)\int p(x)\,\mathrm {d} x}(C_{1}+(1-n)\int r(x)e^{(1-n)\int p(x)\mathrm {d} x}\mathrm {d} x)\,}.
Így tehát az (1) differenciálegyenlet általános megoldása:
{\displaystyle y=e^{(-1)\int p(x)\,\mathrm {d} x}(C_{1}+(1-n)\int r(x)e^{(1-n)\int p(x)\mathrm {d} x}\mathrm {d} x)^{\frac {1}{1-n}}\,},	(2)
ha n>0, akkor az y=0 függvény is megoldása (1)-nek.

Az egyenletet Jakob Bernoulliról (1655–1705) nevezték el.